# Jacques Rougerie (architecte)
Pour les articles homonymes, voir Jacques Rougerie.
Jacques Rougerie, né le 11 juillet 1945 à Paris, est un architecte océanographe français,, académicien, membre de l'Académie des beaux-arts. Il est spécialiste de l'habitat littoral et sous-marin. Il est à l'origine de projets pour l'exploration des océans et conçoit ses premiers habitats sous-marins dès le début des années 1970.
Le 1er juillet 2021, son agence d'architecture fusionne avec l'agence Tangram Architectes pour devenir Rougerie+Tangram.

## Biographie
(janvier 2013).
Fils d'un géographe compagnon de route de l'explorateur Théodore Monod, Jacques Rougerie entre à l’École des beaux-arts, en 1964, dans l’ancien atelier Auguste Perret alors dirigé par André Remondet et Paul Maymont. Il s'inspire de Jacques-Yves Cousteau et des premières maisons sous-marines et entreprend un cycle d’études à l’institut océanographique de Paris en 1970 tout en intégrant l’université d'urbanisme de Vincennes, ainsi que le conservatoire des Arts et Métiers sous la direction de Jean Prouvé. Il devient architecte DPLG en 1972.

## Principales réalisations
Jacques Rougerie se passionne pour la mer et l’architecture,,. Il fonde ses recherches et ses réalisations sur une architecture bionique, notamment marine et s'intéresse au développement durable, dans le but de sensibiliser à l'importance de la mer.
Parmi ses réalisations, Jacques Rougerie construit des habitats, des laboratoires sous-marins, des centres de la mer, des vaisseaux à coque transparente, des musées subaquatiques, des lieux de vie sous-marins, des projets d'hôtels et d'universités flottants mobiles.

### Musées et centres de la mer
- 1981 : Pavillon de la mer (Kobe, Japon)
- 1989 : Océanopolis I (Brest)
- 1991 : Nausicaá I (Boulogne-sur-Mer)
- 2000 : Océanopolis II (Brest)
- 2001 : Nausicaá II (Boulogne-sur-Mer)[14]
- 2014 : Centre Caribéen de la mer (Martinique)
- 2014 : Océonarium de Kochi (Inde)
- 2015 : Musée d'archéologie sous-marine d'Alexandrie (Égypte)

### Habitats sous-marins
- 1973-1975 : « Village sous la mer », Îles Vierges (États-Unis), conçu pour vivre et travailler sous la mer
- 1977 : « Galathée », première maison sous-marine
- 1978-1998 : « Aquabulles », refuges sous-marins
- 1981 : « Hippocampe », habitat subaquatique
- 1989 : « Aqualab », habitat-laboratoire sous-marin, développé en parallèle de concepts de vaisseaux à coques transparentes
- 1981 : « Aquascopes », trimaran à flottaison variable
- 1982-2000 : « Aquaspace », trimaran à voile et à coques centrales transparentes

### Autres réalisations
- 1986 : Institut national des sciences et techniques de la mer (Cherbourg-en-Cotentin)
- 1991 : Institut français d’Informatique (Marne la Vallée)
- 1991 : Usine Larousse de Formule 1 (Signes)
- 1994 : Centre de recherche sur l’environnement (Dunkerque)
- 2009 : Stade aquatique de l'agglomération de Vichy
- 2012 : Aéroport de Nouméa
- 2013 : Piscine Molitor

## Études et projets

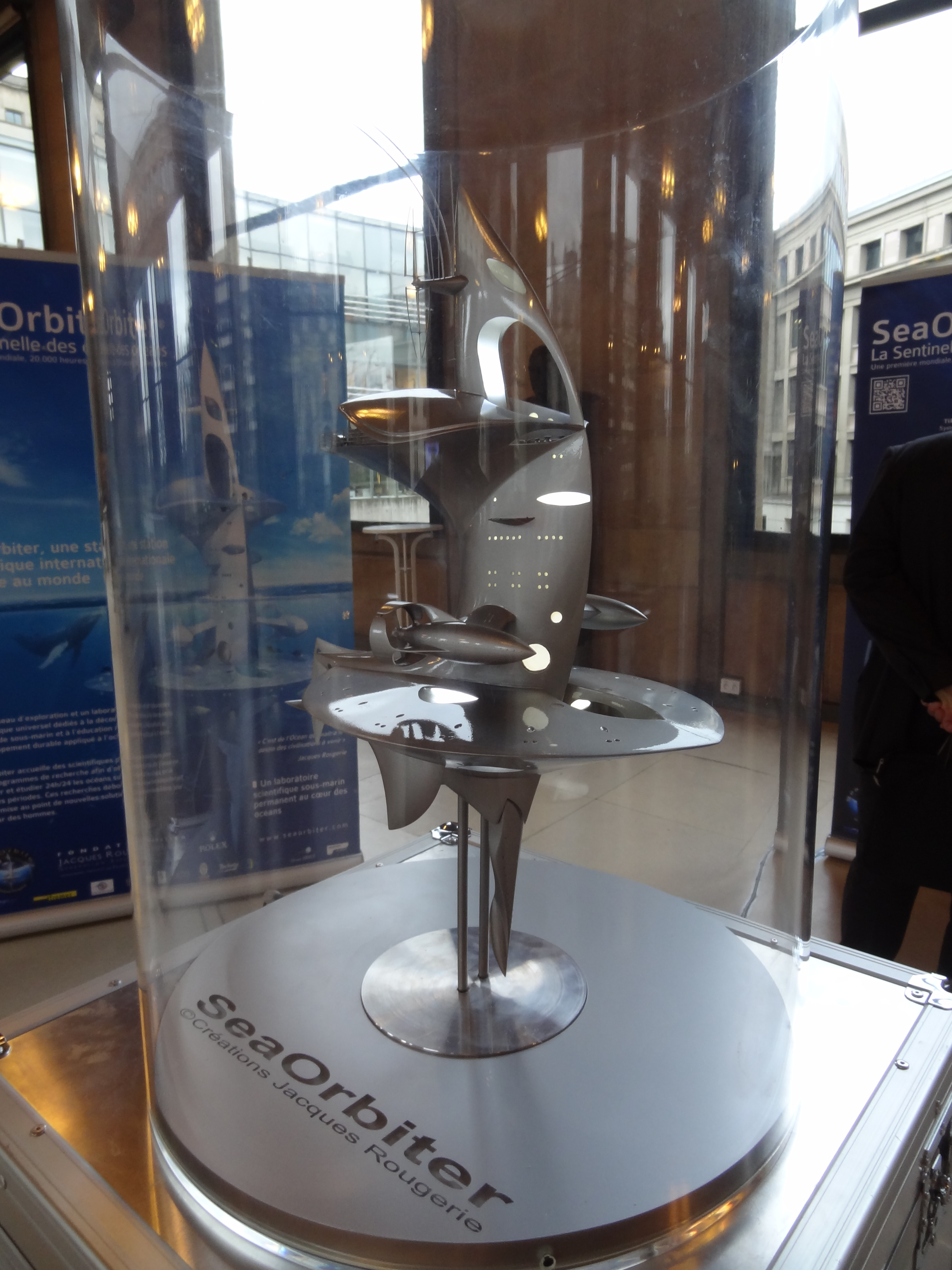
Maquette du Sea Orbiter.

- Cité marine « City in the Ocean » (Émirats arabes unis)
- Terminaux aéroportuaires privés Embassair (Londres, New York)
- Ttour Malley Star à énergie positive (Prilly-Lausanne, Suisse)
- Shell Tower (Émirats arabes unis)
- Complexe Atlantide Hotelia
- Seaspacelab : laboratoire sous-marin (États-Unis)
- Aquaspace III : trimaran d’observation sous la mer
- SeaOrbiter : mesurant 58 m de haut, dont 31 immergés, SeaOrbiter est un projet visant à permettre l’exploration 24 heures sur 24 au cœur des océans. Dérivant au gré des courants marins, cette plateforme devrait permettre aux plongeurs et aux robots sous-marins d’explorer la vie marine des grandes profondeurs, les failles sous-marines et les vestiges engloutis.

## La Fondation Jacques Rougerie
La Fondation Jacques Rougerie - Institut de France contribue au développement de projets qui doivent permettre l’émergence de nouvelles techniques, d’une nouvelle architecture, d’un nouveau design ou de tout autre outil répondant aux exigences d’un futur responsable, fondé sur les préceptes du développement durable liés à la mer.
Un concours est organisé annuellement par la Fondation pour récompenser les projets de jeunes architectes dans les domaines de l'architecture pour la Mer, pour l'Espace et de l'architecture dans le cadre de la problématique de la montée des océans.

## Prix et distinctions
En 2008, Jacques Rougerie est élu à l'Institut de France - Académie des beaux-arts et en 2009, il est décoré de la Légion d'honneur.
- Médaille de la Société d'Encouragement au Progrès (Grande médaille d'or en 2022)[1]
- Officier de l'ordre de Saint-Charles
- Chevalier de la Légion d'honneur